# Macierz Hessego
Hesjan, macierz Hessego – macierz (kwadratowa) drugich pochodnych cząstkowych funkcji o wartościach rzeczywistych dwukrotnie różniczkowalnej w pewnym punkcie dziedziny. Czasem pod pojęciem hesjanu rozumie się wyznacznik macierzy Hessego, będący formą kwadratową przyrostów zmiennych. Jest on używany przy znajdowaniu ekstremów funkcji wielu zmiennych.
Nazwę hesjanu wprowadził James Joseph Sylvester dla upamiętnienia niemieckiego matematyka Ottona Hessego (1811–1874).

## Definicja
Niech {\displaystyle D} będzie niepustym, otwartym podzbiorem {\displaystyle \mathbb {R} ^{n}} oraz {\displaystyle f\colon D\to \mathbb {R} } będzie dwukrotnie różniczkowalna w Parser nie mógł rozpoznać (SVG (MathML może zostać włączone przez wtyczkę w przeglądarce): Nieprawidłowa odpowiedź („Math extension cannot connect to Restbase.”) z serwera „http://localhost:6011/pl.wikipedia.org/v1/”:): {\displaystyle x_0\in D.}
 Macierzą Hessego funkcji {\displaystyle f} w punkcie {\displaystyle x_{0}} nazywamy macierz
{\displaystyle H(x_{0}):={\begin{bmatrix}{\frac {\partial ^{2}f}{\partial x_{1}^{2}}}(x_{0})&{\frac {\partial ^{2}f}{\partial x_{1}\,\partial x_{2}}}(x_{0})&\cdots &{\frac {\partial ^{2}f}{\partial x_{1}\,\partial x_{n}}}(x_{0})\\[1em]{\frac {\partial ^{2}f}{\partial x_{2}\,\partial x_{1}}}(x_{0})&{\frac {\partial ^{2}f}{\partial x_{2}^{2}}}(x_{0})&\cdots &{\frac {\partial ^{2}f}{\partial x_{2}\,\partial x_{n}}}(x_{0})\\[.5em]\vdots &\vdots &\ddots &\vdots \\[.5em]{\frac {\partial ^{2}f}{\partial x_{n}\,\partial x_{1}}}(x_{0})&{\frac {\partial ^{2}f}{\partial x_{n}\,\partial x_{2}}}(x_{0})&\cdots &{\frac {\partial ^{2}f}{\partial x_{n}^{2}}}(x_{0})\end{bmatrix}}.}